# United States Navy Special Warfare Development Group

Sigill

United States Navy Special Warfare Development Group (DEVGRU), informellt och tidigare namn SEAL Team Six (ST6), är en militär kontraterroriststyrka i USA:s flotta. Operativt är den en del av Joint Special Operations Command (JSOC).
DEVGRU uppges bestå av sex grupper. Röd, guld och blå är stormningsgrupper, grå är transport, svart spaning/övervakning och grön är en träningsgrupp för nya rekryter. Varje grupp är i sin tur indelad i celler.
SEAL Team Six har bland annat utfört huvuddelen i Operation Neptune Spear 2011, där man grep 17 terrorister och dödade Usama bin Ladin, som var världens mest eftersökta terrorist efter att ha orsakat 11 september-attackerna.